# 阿維爾 (塞納-馬恩省)
阿维尔（法語：Arville，法語發音：[aʁvil] ⓘ）是法国中北部塞纳-马恩省的一个市镇，属于枫丹白露区。

## 地理
阿维尔（48°11'18"N, 2°32'53"E）面积11.31 平方千米，位于法国法蘭西島大區塞纳-马恩省，该省份为法国北部内陆省份，北起瓦兹省，西接埃松省、马恩河谷省、塞纳-圣但尼省和瓦兹河谷省，南至卢瓦雷省，东南接约讷省，东临马恩省和奥布省，东北接埃纳省。
与阿维尔接壤的市镇（或旧市镇、城区）包括：布罗梅耶、欧费维尔、日龙维尔、伊希、蒙德勒维尔。
阿维尔的时区为UTC+01:00、UTC+02:00（夏令时）。

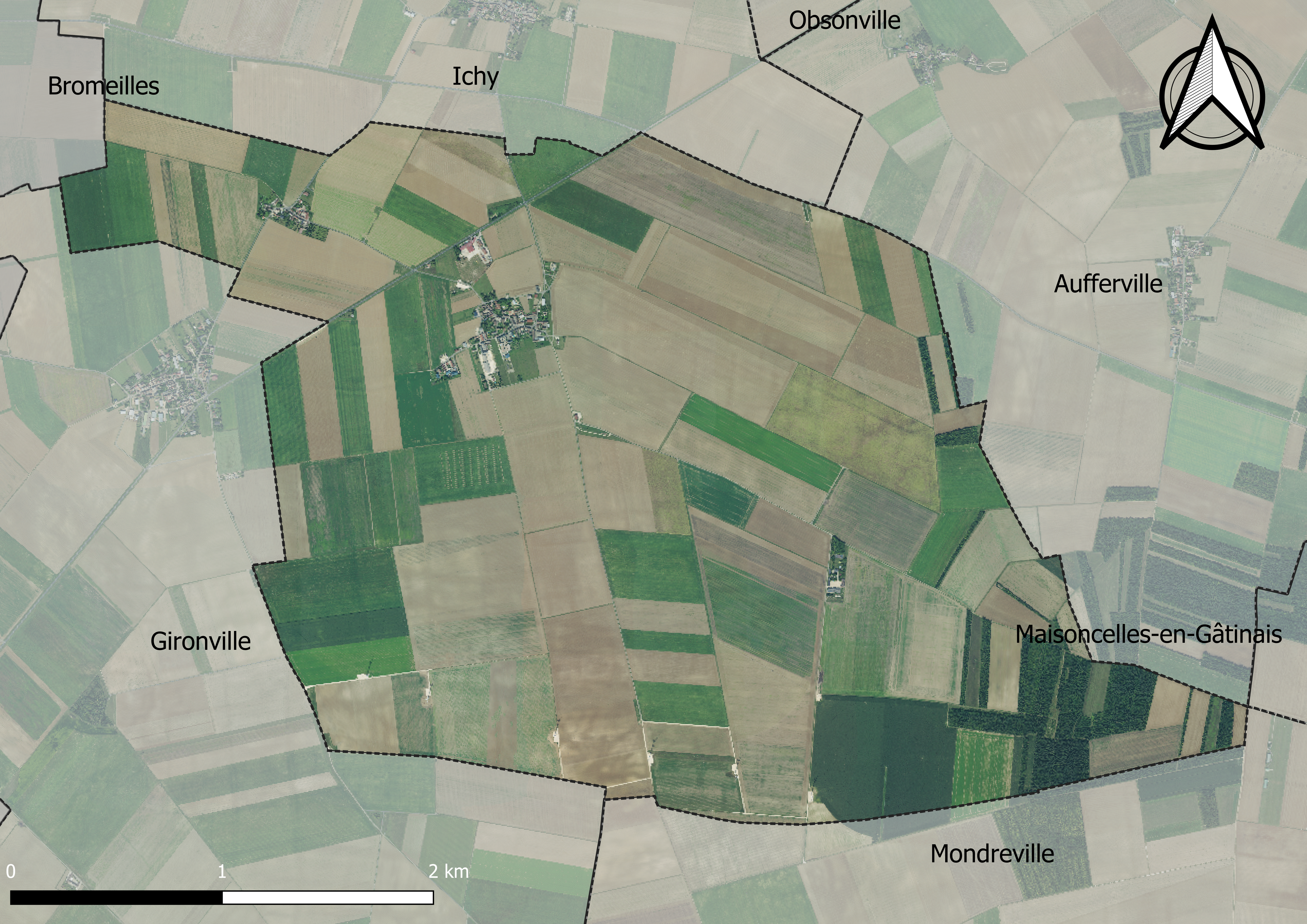
阿维尔的卫星图

## 行政
阿维尔的邮政编码为77890，INSEE市镇编码为77009。

## 政治
阿维尔所属的省级选区为讷穆尔县。

## 人口

1962-2008年间阿维尔人口变化图示

阿维尔于2022年1月1日时的人口数量为140人。